# Ferrières (Altos Pirenéus)
Ferrières é uma comuna francesa na região administrativa de Occitânia, no departamento dos Altos Pirenéus. Estende-se por uma área de 16,97 km². Em 2010 a comuna tinha 84 habitantes (densidade: 4,9 hab./km²).